# Fall Down
Singles de will.i.am
thatPower
(2013) Something Really Bad
(2013)
Singles par Miley Cyrus
We Can't Stop
(2012) Wrecking Ball
(2013)
Fall Down est une chanson enregistrée par will.i.am avec la participation de Miley Cyrus, tirée du quatrième album studio #willpower. Il s'agit du 4e single de celui-ci. Elle a été diffusée pour la première fois le 16 avril 2013 en single promotionnel sur iTunes dans le cadre de la sortie de l'album. Le duo a interprété la chanson dans le Jimmy Kimmel Live ! et sur le plateau de Good Morning America en juin 2013.

## Composition
Fall Down tourne à 127 battements par minute. La chanson est constituée de musique électronique axée sur les sons de will.i.am dans ses deux précédents singles, Scream & Shout et #thatPower, mais l'approche est plus « urbaine ». Elle comporte divers changements dans le style tout au long de la chanson, comme passer du hip-hop à un orchestre.

### Liste des pistes
- Téléchargement numérique

1. Fall Down (featuring Miley Cyrus) – 5:08

## Classements et certifications
| Pays             | Organisme | Certifications | Vente  |
| ---------------- | --------- | -------------- | ------ |
| Australie        | ARIA      | Platine        | 70 000 |
| Nouvelle-Zélande | RIANZ     | Or             | 7 500  |